# Другий уряд Ангели Меркель
Другий уряд Ангели Меркель — федеральний німецький уряд федерального канцлера Ангели Меркель (партія Християнсько-демократичний союз), що діяв з 28 жовтня 2009 року по 17 грудня 2013 року.

## Кабінет міністрів
- Гідо Вестервелле (Guido Westerwelle) (ВДП) — міністр закордонних справ і заступник канцлера
- Томас де Мезьєр (Thomas de Maizière) (ХДС) — міністр внутрішніх справ
- Сабіна Лойтгойссер-Шнарренбергер (Sabine Leutheusser-Schnarrenberger) (ВДП) — міністр юстиції
- Вольфганг Шойбле (Wolfgang Schäuble) (ХДС) — міністр фінансів
- Райнер Брюдерле (Rainer Brüderle) (ВДП) — міністр економіки і технології
- Урсула фон дер Ляєн (Ursula von der Leyen) (ХДС) — міністр праці та соціальних питань
- Ільзе Айгнер (Ilse Aigner) (ХСС) — міністр продовольства, сільського господарства та захисту споживачів
- Карл-Теодор цу Гуттенберг (Karl-Theodor zu Guttenberg) (ХСС) — міністр оборони
- Крістіна Шредер (Kristina Schröder) (ХДС) — міністр у справах сім'ї, літніх громадян, жінок та молоді
- Філіпп Реслер (Philipp Rösler) (ВДП) — міністр охорони здоров'я
- Петер Рамзауер (Peter Ramsauer) (ХСС) — міністр транспорту, будівництва і міського розвитку
- Норберт Реттген (Norbert Röttgen) (ХДС) — міністр навколишнього середовища, охорони природи та безпеки реакторів
- Аннетте Шаван (Annette Schavan) (ХДС) — міністр освіти і досліджень
- Рональд Пофалла (Ronald Pofalla) (ХДС) — міністр з особливих питань і керівник Управління справами канцлера
- Дірк Нібель (Dirk Niebel) (ВДП) — міністр економічного співробітництва та розвитку